# Moraea barnardiella
Moraea barnardiella är en irisväxtart som beskrevs av Peter Goldblatt. Moraea barnardiella ingår i släktet Moraea och familjen irisväxter. Inga underarter finns listade i Catalogue of Life.